# ブアブダラ・ターリ

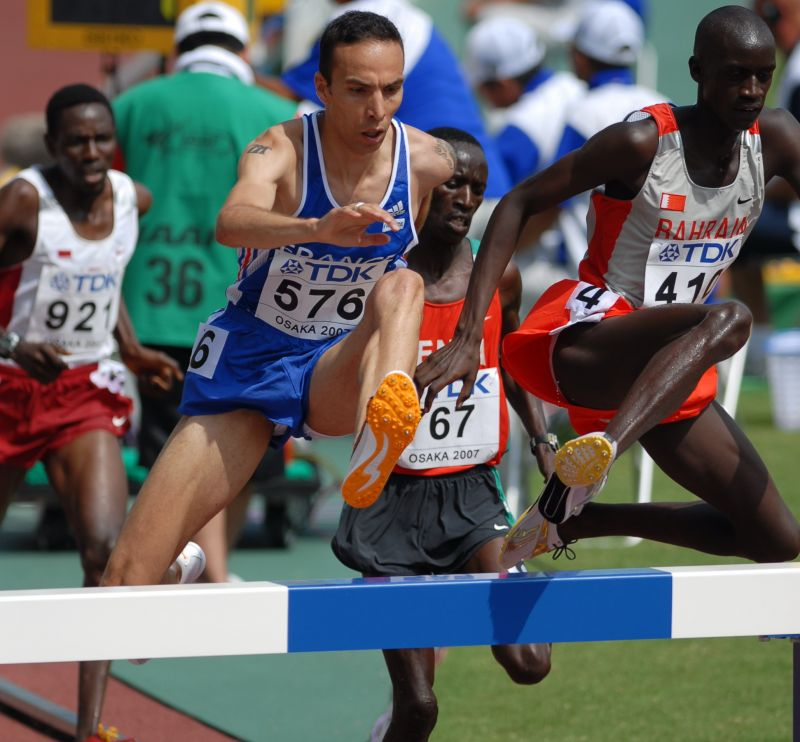
2007年世界陸上競技選手権にて

ブアブダラ・ターリ（Bouabdallah Tahri、1978年12月20日 - ）はフランスの陸上競技選手、専門は3000mSCを主とする中・長距離走。モゼル県メス出身。シドニーオリンピック、アテネオリンピック、北京オリンピック男子3000mSCフランス代表。
2009年8月フランス・ナンシーで開催された競技会の2000メートル障害で5分15秒36を記録しヨーロッパ記録を更新した。世界陸上競技選手権ベルリン大会3000mSCでは3位に入り、この時の記録8分01秒18は世界歴代10位およびヨーロッパ記録となった。
2010年6月25日ナンシーで開催された競技会において5分13秒47を記録し、1990年にジュリアス・カリウキが記録した2000メートル障害の世界記録を1秒96更新した。しかしこの記録はわずか5日後、マイディーヌ・メキシベナバによって2秒79更新された。8月1日ヨーロッパ陸上競技選手権大会3000mSCでは従来の大会記録を上回る8分09秒28で駆け、メキシベナバに次ぐ2位に入った。

## 主な戦績
| 年度 | 大会名                             | 開催地             | 種目     | 順位 |
| ---- | ---------------------------------- | ------------------ | -------- | ---- |
| 1996 | 世界ジュニア陸上競技選手権大会     | シドニー           | 3000mSC  | 7位  |
| 1998 | ヨーロッパ陸上競技選手権大会       | ブダペスト         | 3000mSC  | 10位 |
| 1999 | 世界陸上競技選手権大会             | セビリア           | 3000mSC  | 12位 |
| 2000 | オリンピック                       | シドニー           | 3000mSC  | 予選 |
| 2001 | 世界室内陸上競技選手権大会         | リスボン           | 3000m    | 11位 |
| 2001 | 世界陸上競技選手権大会             | エドモントン       | 3000mSC  | 5位  |
| 2002 | ヨーロッパ陸上競技選手権大会       | ミュンヘン         | 3000mSC  | 4位  |
| 2003 | 世界陸上競技選手権大会             | パリ               | 3000mSC  | 4位  |
| 2004 | 世界クロスカントリー選手権         | ブリュッセル       | ショート | 15位 |
| 2004 | オリンピック                       | アテネ             | 3000mSC  | 7位  |
| 2005 | 世界陸上競技選手権大会             | ヘルシンキ         | 3000mSC  | 5位  |
| 2005 | IAAFワールドアスレチックファイナル | モンテカルロ       | 3000mSC  | 5位  |
| 2006 | ヨーロッパ陸上競技選手権大会       | イェーテボリ       | 3000mSC  | 3位  |
| 2006 | IAAFワールドアスレチックファイナル | シュトゥットガルト | 3000mSC  | 3位  |
| 2006 | IAAFワールドカップ                 | アテネ             | 3000mSC  | 3位  |
| 2007 | ヨーロッパ室内陸上競技選手権大会   | バーミンガム       | 3000m    | 2位  |
| 2007 | 世界陸上競技選手権大会             | 大阪               | 3000mSC  | 5位  |
| 2007 | IAAFワールドアスレチックファイナル | シュトゥットガルト | 3000mSC  | 4位  |
| 2008 | オリンピック                       | 北京               | 3000mSC  | 5位  |
| 2009 | ヨーロッパ室内陸上競技選手権大会   | トリノ             | 3000m    | 2位  |
| 2009 | 世界陸上競技選手権大会             | ベルリン           | 3000mSC  | 3位  |
| 2009 | IAAFワールドアスレチックファイナル | テッサロニキ       | 3000mSC  | 3位  |
| 2010 | ヨーロッパ陸上競技選手権大会       | バルセロナ         | 3000mSC  | 2位  |

## 記録
- 1500m - 3分32秒73（2013年）
- 3000m - 7分33秒18（2009年）
- 5000m - 13分12秒22（2014年）
- 2000mSC - 5分13秒47（2010年）
- 3000mSC - 8分01秒18（2009年）

## 参考資料・外部リンク
- ブアブダラ・ターリ - ワールドアスレティックスのプロフィール（英語）
- ブアブダラ・ターリ - Olympedia（英語）